# Кардозу, Эдди
Эдди Вальтер Алвеш Кардозу (порт. Eddie Walter Alves Cardoso; 20 сентября 1978, Луанда) — португальский и ангольский футбольный и тренер.

## Биография
Несколько лет трудился в Анголе и возглавлял молодёжную сборную страны. Затем Кардозу перебрался в Европу, где работал помощником тренера Бруно Бальтазара в клубах Кипра и Португалии. В начале 2022 года специалист самостоятельно возглавил эстонскую команду Мейстрилиги «Нымме Калью». По ходу чемпионата она вела борьбу за третье место. 17 октября за пять туров до конца турнира Кардозу был отправлен в отставку.

## Достижения
- Финалист Кубка Эстонии: 2021/22.